# Harwood, Greater Manchester
Harwood är en ort i distriktet Bolton, i grevskapet Greater Manchester, i England. Harwood var en civil parish från 1866 till 1898 då den blev en del av Turton. Denna civil parish hade 1 564 invånare år 1891.